# Elecciones al Parlamento de Andalucía de 1996
El domingo 3 de marzo de 1996 tuvieron lugar, de forma anticipada, las quintas elecciones al Parlamento de Andalucía que, convocadas conjuntamente con las elecciones generales españolas, habrían de inaugurar la V legislatura andaluza.
A estas elecciones, en las que estaban en juego los 109 escaños del Parlamento de Andalucía, se presentaron 11 candidaturas diferentes de las que sólo obtuvieron representación parlamentaria cuatro de ellas.
El censo electoral estaba compuesto por 5.577.567 ciudadanos de lo que acudieron a votar 4.347.193 lo que supuso una participación del 77,94% y supusieron la victoria del Partido Socialista Obrero Español de Andalucía que con los 52 escaños obtenidos pudo formar un gobierno estable gracias al apoyo del Partido Andalucista, que con los 4 escaños obtenidos le aseguraban la mayoría absoluta en la legislatura.
Esta situación rompió con la precaria situación vivida en la anterior legislatura, en la que el PSOE gobernaba en minoría, no obteniendo en muchas ocasiones el apoyo de ninguno de los otros grupos con representación en el Parlamento andaluz, el Partido Popular e Izquierda Unida Los Verdes-Convocatoria por Andalucía. El presidente optó finalmente por disolver anticipadamente el Parlamento que había surgido de las elecciones de 1994.
Tras la formación del Parlamento de Andalucía, el candidato del Partido Socialista Obrero Español de Andalucía, Manuel Chaves, fue investido, por tercera vez consecutiva, con el apoyo de los parlamentarios del Partido Andalucista.

## Resultados
Resultados globales:
- Presidente: Manuel Chaves
- Gobierno: PSOE-PA
- Censo: 5.577.567
- Votantes: 4.347.193 (77,94%)
- Abstención: 1.230.374 (22,06%)
- Válidos: 4.319.972 (99,37%)
- A candidatura: 4.286.807 (99,23%)
- Escaños: 109

### Resultados por candidatura

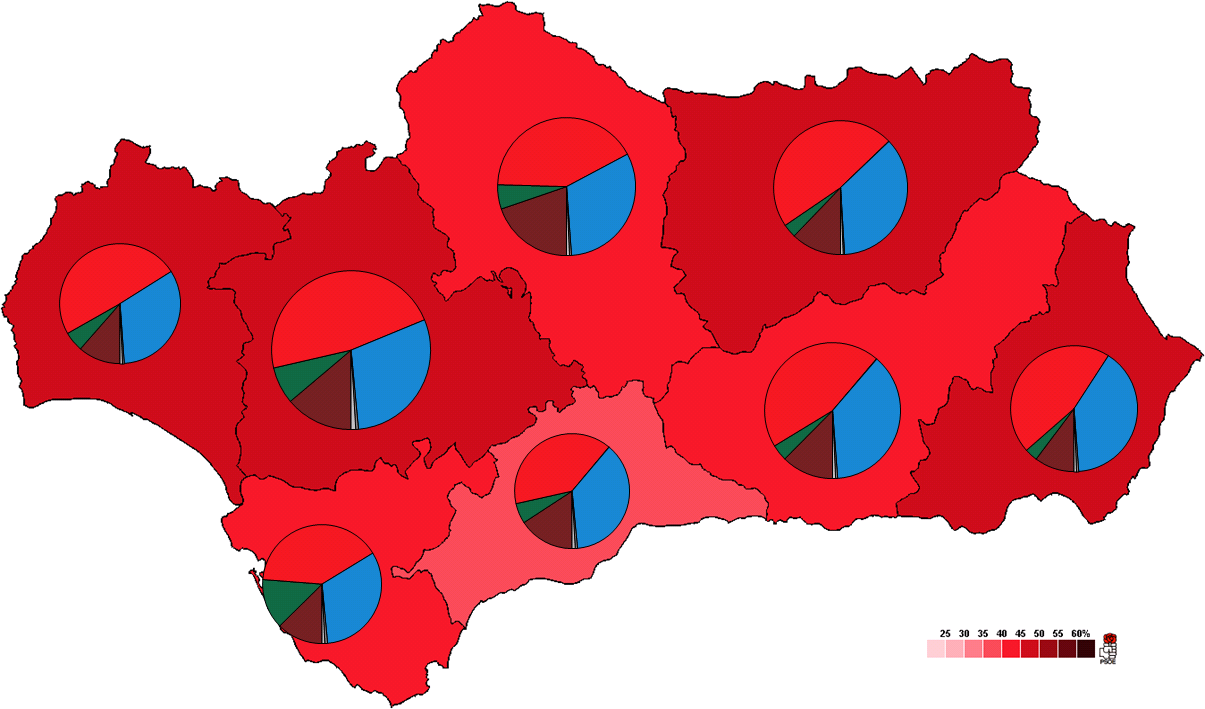
Resultados por provincia.

| Partido                                                          | Candidato         | Votos     | %     | Escaños | +/-  |
| ---------------------------------------------------------------- | ----------------- | --------- | ----- | ------- | ---- |
| Partido Socialista Obrero Español de Andalucía (PSOE-A)          | Manuel Chaves     | 1.909.160 | 44,47 | 52      | +7   |
| Partido Popular (PP)                                             | Javier Arenas     | 1.467.700 | 34,18 | 40      | -1   |
| Izquierda Unida Los Verdes-Convocatoria por Andalucía (IU LV-CA) | Luis Carlos Rejón | 603.495   | 14,06 | 13 a    | -7   |
| Partido Andalucista (PA)                                         | Pedro Pacheco     | 287.764   | 6,70  | 4       | +1 b |
| Partido Comunista del Pueblo Andaluz (PCPA)                      |                   | 7.340     | 0,17  | 0       |      |
| Nación Andaluza (NA)                                             |                   | 5.846     | 0,14  | 0       |      |
| Partido Humanista (PH)                                           |                   | 4.339     | 0,10  | 0       |      |
| Falange Española Auténtica (FEA)                                 |                   | 3.869     | 0,09  | 0       |      |
| Unión Centrista (UC)                                             |                   | 1.688     | 0,04  | 0       |      |
| Unidad Andaluza Democrática (UAD)                                |                   | 1.486     | 0,03  | 0       |      |
| Voz del Pueblo Andaluz (VPA)                                     |                   | 840       | 0,02  | 0       |      |
| En blanco                                                        |                   | 33.165    | 0,77  | N/A     | N/A  |
| Nulos                                                            |                   | 27.221    | 0,63  | N/A     | N/A  |

### Votación de investidura del Presidente de la Junta
| Candidato              | Fecha                                                    | Voto       |    |    |    |   | Total  |
| ---------------------- | -------------------------------------------------------- | ---------- | -- | -- | -- | - | ------ |
| Manuel Chaves (PSOE-A) | 11 de abril de 1996 Mayoría requerida: Absoluta (55/109) | Sí         | 52 |    |    | 4 | 56/109 |
| Manuel Chaves (PSOE-A) | 11 de abril de 1996 Mayoría requerida: Absoluta (55/109) | No         |    | 40 | 13 |   | 53/109 |
| Manuel Chaves (PSOE-A) | 11 de abril de 1996 Mayoría requerida: Absoluta (55/109) | Abstención |    |    |    |   | 0/109  |